# Liliane Bettencourt
Liliane Henriette Charlotte Bettencourt (nacida Schueller; París, 21 de octubre de 1922–Neuilly-sur-Seine, 21 de septiembre de 2017), fue una emprendedora, empresaria y socialite francesa y, junto al grupo Nestlé, una de las principales accionistas de L'Oréal. Era hija del fundador de la multinacional de cosméticos Eugène Schueller. En 1950 se casó con el político francés André Bettencourt y vivieron juntos en la localidad francesa de Neuilly-sur-Seine hasta la muerte de André en noviembre de 2007.
Según el grupo de publicaciones Forbes, fue la mujer más rica del mundo, con una fortuna estimada en US$42 000 millones en 2017.

## Biografía
Fue la única hija de Eugène Schueller. A los cinco años de edad sufrió la pérdida de su madre, lo que hizo que tuviese una estrecha relación con su padre; luego ella declararía de su relación con él «me inculcó el gusto por la vida y el sentido del esfuerzo. Aunque solo sea por eso le bendigo».
A los 15 años de edad Liliane trabajaba como etiquetadora en la planta de Aulnay de L'Oréal, ocupación que interrumpió al contraer tuberculosis. Luego de enfermar, se trasladó a Suiza para su recuperación —como se hacía en la década de 1930— y allí conoció a quien sería su marido, André Bettencourt.
En 1950 se casó con André Bettencourt, y en 1957 falleció su padre. Para regentear el negocio de L'Oréal contrató a Fraçois Dalle, amigo de la infancia de André, para estar a su lado como director y presidente general de la firma, cargo que nunca quiso ocupar Liliane.

## Negocios
Entre otros proyectos de François Dalle, Liliane respaldó la compra de la compañía Garnier, que en la época fue una idea arriesgada, pero que resultó ser muy rentable. Liliane conservó todas las acciones de L'Oréal hasta 1974, cuando acordó la venta de un 46,3 % a cambio del 4 % de las acciones de Nestlé, acciones que fueron a parar a su holding Gesparal.
Dalle ocupó el cargo durante 30 años en la compañía y sus sucesores también fueron designados por la propia Liliane. En 1988 se llevó a cabo la compra de Maybelline, teniendo esta también una rentabilidad formidable; por ello la inferioridad que tenía L'Oréal frente a Nestlé cambió considerablemente: la alimentaria era trece veces superior en cuanto a sus acciones en 1980, pero en la década de 1990 la cosmética valía el doble que esta última. En las últimas décadas L'Oréal también ha adquirido marcas como Urban Decay, Nyx Cosmetics y The Body Shop.

## Patrimonio
En 1997 adquirió la isla D´Arros, en Seychelles, en el océano Índico, pero no fue hasta el escándalo de 2010 que su propiedad salió a la luz. El gobierno de las islas admitió que Liliane había comprado el archipiélago por 18 millones de dólares. En agosto de 2012, vendió la isla a la compañía suiza Chelonia Ldt., vinculada a la Fundación Save our Seas, por US$60 millones y 10,5 millones en impuestos, quienes la convertirán en una reserva natural.

## Fundación Bettencourt Schueller
Creó en 1987, con su esposo e hija, la Fundación Bettencourt Schueller dedicada al mecenazgo. La fundación tiene como objetivo apoyar proyectos en el ámbito de la educación científica y de investigación, proyectos humanitarios y sociales, y proyectos culturales.

## L'affaire Bettencourt-Woerth
Durante el verano de 2010 los franceses tenían diariamente revelaciones sobre el llamado "affaire Bettencourt-Woerth". La historia comenzó en 2007, poco tiempo después del fallecimiento de su marido, André Bettencourt, quien había sido ministro. Su hija se encontraba disgustada con la relación de Liliane con el fotógrafo François-Marie Banier y las demostraciones de afecto de su madre hacia él con los suntuosos regalos que le hizo (como por ejemplo los 1000 millones de euros en 2008), por ello, pidió la incapacidad de su madre y demandó a Barnier.

"...comprendo que una hija esté celosa de su madre. Yo también, yo estaba celosa de mi padre y de las mujeres que había a su alrededor"
Liliane Bettencourt.

Teniendo una fuerte sordera a sus ochenta años de edad, demostró encontrarse en plenas facultades mentales. La reconciliación entre Liliane y Françoise finalmente llegó, pero de forma temporal porque su hija comenzó a mirar con malos ojos su relación con su abogado Pascal Wilhelm. En diciembre los médicos le diagnosticaron el mal de Alzheimer moderadamente severa con una posible participación vascular, a partir de estas revelaciones y de declararle "demencia mixta", el juez de la causa le asignó un tutor, para el cual fue declarado su nieto Jean-Victor Meyers. Liliane había amenazado partir de Francia si esto sucedía porque "Depender de Françoise sería lo peor, una pesadilla".
Lo que comenzó con la grabación de las reuniones importantes con 28 CD por parte del mayordomo de Liliane, Pascal Bonefoy, quien se las entregó a su hija Fraçoise y luego renunció a su cargo, terminó convirtiéndose en un asunto de Estado. Las grabaciones dan a conocer la existencia de cuentas ocultas en Suiza, préstamos y la financiación ilícita de la campaña presidencial de Unión por un Movimiento Popular de Nicolás Sarkozy.
La primera víctima de este escándalo fue el ministro de Trabajo y Hacienda, Eric Woerth, uno de los hombres más cercanos al presidente Sarkozy a quien se lo imputó por "tráfico de influencias" por recibir 50 000 euros para la campaña presidencial, según estimó el juez, pero se habla de una cifra de 150 000 euros en total.

## Caso Bettencourt
El caso Bettencourt es un escándalo legal y mediático que involucra a la heredera de L'Oréal, Liliane Bettencourt, y a su amigo François-Marie Banier. El caso se centró en las cuantiosas donaciones realizadas por Bettencourt a Banier entre 1997 y 2007, que superaron los mil millones de euros. La hija de Bettencourt, Françoise Bettencourt Meyers, acusó a Banier de aprovecharse de la vulnerabilidad de su madre, quien padecía demencia en ese momento.
Controversia:
- Donaciones excesivas: El monto de las donaciones, sumado a la condición de salud de Bettencourt, plantearon dudas sobre su capacidad de consentimiento informado.
- Abuso de la debilidad: La denuncia de Bettencourt Meyers alegaba que Banier se había aprovechado de la vulnerabilidad de su madre para obtener beneficios económicos.
- Posible financiación ilegal: Se investigó si Bettencourt había financiado ilegalmente a políticos franceses, como el expresidente Nicolas Sarkozy.

Desarrollo del caso:
- 2007: Se inicia una investigación judicial por abuso de la debilidad de una persona vulnerable.
- 2010: Filtraciones de grabaciones secretas dan impulso al escándalo.
- 2011: Bettencourt llega a un acuerdo con su hija, reconociendo la vulnerabilidad ante Banier.
- 2015: Banier es condenado por abuso de la debilidad y recibe una sentencia suspendida de prisión.

Impacto:
- Protección de personas vulnerables: El caso impulsó el fortalecimiento de las leyes francesas para proteger a las personas mayores y vulnerables de la explotación financiera.
- Daño a la reputación: El escándalo manchó la imagen de Bettencourt y L'Oréal.

Para leer más:
- Documental en Netflix: "El caso Bettencourt: el escándalo de la mujer más rica del mundo"
- Artículo en Infobae: "El caso Bettencourt: la guerra sucesoria que dividió a una madre y una hija por la fortuna de la mujer más rica del mundo"